# Sōkyū no Fafner
Sōkyū no Fafner: Dead Aggressor (蒼穹のファフナー: Dead Aggressor) är en anime på 25 delar producerad av XEBEC och berör en framtida värld som till stor del har förstörts av varelser vid namn Festum. På den avlägsna japanska ön Tatsumiya har ett antal människor lyckats gömma sig undan Festum med hjälp av avancerade teknologier, deras sista paradis på Jorden.
En femtio minuter lång OVA vid namn Sōkyū no Fafner: RIGHT OF LEFT skapades som en föregångare till serien och sändes den 29 december 2005.

## Musik
Serien innehåller musik av den japanska pop-duon Angela. Dessa är:
- "Shangri-La"
- "Separation"
- "Peace of Mind"